# Europamästerskapet i fotboll 2000
Europamästerskapet i fotboll 2000 spelades i Belgien och Nederländerna 9 juni–2 juli år 2000. Det var första gången huvudturneringen spelades i mer än ett land. Frankrike blev Europamästare efter ha slagit Italien med 2–1 i finalen efter golden goal.

## Förlopp
- Den svenske artisten E-Type gjorde den officiella låten till detta mästerskapet, Campione 2000.
- Gruppspelet präglades starkt av huliganproblemen, främst genom England och Tyskland, och under mötet dem emellan i Charleroi (engelsk seger, 1–0) grep belgiska polisen cirka 900 engelsmän och 31 tyskar.[2] men då båda dessa lag missade kvartsfinalspelet blev situationen något lugnare längre fram.

## Kvalspel

### Kvalificerade nationer
- Belgien (värdnation)
- Danmark
- England
- Frankrike
- Italien
- FR Jugoslavien
- Nederländerna
- Norge
- Portugal
- Rumänien
- Slovenien
- Spanien
- Sverige
- Tjeckien
- Turkiet
- Tyskland

## Arenor
| Amsterdam                  | Rotterdam                                                             | Bryssel                                                               | Eindhoven              |
| -------------------------- | --------------------------------------------------------------------- | --------------------------------------------------------------------- | ---------------------- |
| Amsterdam Arena            | Feijenoord Stadion                                                    | Kung Baudouin-stadion                                                 | Philips Stadion        |
| Kapacitet: 52 000          | Kapacitet: 51 000                                                     | Kapacitet: 50 000                                                     | Kapacitet: 33 000      |
|                            |                                                                       |                                                                       |                        |
| Arnhem                     | · Amsterdam Rotterdam Bryssel Eindhoven Arnhem Brygge Charleroi Liège | · Amsterdam Rotterdam Bryssel Eindhoven Arnhem Brygge Charleroi Liège | Brygge                 |
| Gelredome                  | · Amsterdam Rotterdam Bryssel Eindhoven Arnhem Brygge Charleroi Liège | · Amsterdam Rotterdam Bryssel Eindhoven Arnhem Brygge Charleroi Liège | Jan Breydelstadion     |
| Kapacitet: 30 000          | · Amsterdam Rotterdam Bryssel Eindhoven Arnhem Brygge Charleroi Liège | · Amsterdam Rotterdam Bryssel Eindhoven Arnhem Brygge Charleroi Liège | Kapacitet: 30 000      |
|                            | · Amsterdam Rotterdam Bryssel Eindhoven Arnhem Brygge Charleroi Liège | · Amsterdam Rotterdam Bryssel Eindhoven Arnhem Brygge Charleroi Liège |                        |
| Charleroi                  | · Amsterdam Rotterdam Bryssel Eindhoven Arnhem Brygge Charleroi Liège | · Amsterdam Rotterdam Bryssel Eindhoven Arnhem Brygge Charleroi Liège | Liège                  |
| Stade du Pays de Charleroi | · Amsterdam Rotterdam Bryssel Eindhoven Arnhem Brygge Charleroi Liège | · Amsterdam Rotterdam Bryssel Eindhoven Arnhem Brygge Charleroi Liège | Stade Maurice Dufrasne |
| Kapacitet: 30 000          | · Amsterdam Rotterdam Bryssel Eindhoven Arnhem Brygge Charleroi Liège | · Amsterdam Rotterdam Bryssel Eindhoven Arnhem Brygge Charleroi Liège | Kapacitet: 30 000      |
|                            | · Amsterdam Rotterdam Bryssel Eindhoven Arnhem Brygge Charleroi Liège | · Amsterdam Rotterdam Bryssel Eindhoven Arnhem Brygge Charleroi Liège |                        |

## Gruppspel

### Grupp A
| Nr | Lag      | S | V | O | F | GM | IM | MS | P |
| -- | -------- | - | - | - | - | -- | -- | -- | - |
| 1  | Portugal | 3 | 3 | 0 | 0 | 7  | 2  | +5 | 9 |
| 2  | Rumänien | 3 | 1 | 1 | 1 | 4  | 4  | 0  | 4 |
| 3  | England  | 3 | 1 | 0 | 2 | 5  | 6  | −1 | 3 |
| 4  | Tyskland | 3 | 0 | 1 | 2 | 1  | 5  | −4 | 1 |

|             | 12 juni 2000 | Tyskland          | 1 – 1           | Rumänien           | Stade Maurice Dufrasne                                             |                                                                    |
| 18:00 UTC+2 | 18:00 UTC+2  | Mehmet Scholl 28′ | (1 – 1) Rapport | 5′ Viorel Moldovan | Liège, Belgien Publik: 28 500 Domare: Kim Milton Nielsen (Danmark) | Liège, Belgien Publik: 28 500 Domare: Kim Milton Nielsen (Danmark) |
| 18:00 UTC+2 | 18:00 UTC+2  |                   |                 |                    | Liège, Belgien Publik: 28 500 Domare: Kim Milton Nielsen (Danmark) | Liège, Belgien Publik: 28 500 Domare: Kim Milton Nielsen (Danmark) |
| 18:00 UTC+2 | 18:00 UTC+2  |                   |                 |                    | Liège, Belgien Publik: 28 500 Domare: Kim Milton Nielsen (Danmark) | Liège, Belgien Publik: 28 500 Domare: Kim Milton Nielsen (Danmark) |

|             | 12 juni 2000 | Portugal                                           | 3 – 2           | England                             | Philips Stadion                                                        |                                                                        |
| 20:45 UTC+2 | 20:45 UTC+2  | Luís Figo 22′ João Vieira Pinto 37′ Nuno Gomes 59′ | (2 – 2) Rapport | 3′ Paul Scholes 18′ Steve McManaman | Eindhoven, Nederländerna Publik: 31 500 Domare: Anders Frisk (Sverige) | Eindhoven, Nederländerna Publik: 31 500 Domare: Anders Frisk (Sverige) |
| 20:45 UTC+2 | 20:45 UTC+2  |                                                    |                 |                                     | Eindhoven, Nederländerna Publik: 31 500 Domare: Anders Frisk (Sverige) | Eindhoven, Nederländerna Publik: 31 500 Domare: Anders Frisk (Sverige) |
| 20:45 UTC+2 | 20:45 UTC+2  |                                                    |                 |                                     | Eindhoven, Nederländerna Publik: 31 500 Domare: Anders Frisk (Sverige) | Eindhoven, Nederländerna Publik: 31 500 Domare: Anders Frisk (Sverige) |

|             | 17 juni 2000 | Rumänien | 0 – 1           | Portugal       | GelreDome                                                                 |                                                                           |
| 18:00 UTC+2 | 18:00 UTC+2  |          | (0 – 0) Rapport | 90+4′ Costinha | Arnhem, Nederländerna Publik: 18 200 Domare: Gilles Veissière (Frankrike) | Arnhem, Nederländerna Publik: 18 200 Domare: Gilles Veissière (Frankrike) |
| 18:00 UTC+2 | 18:00 UTC+2  |          |                 |                | Arnhem, Nederländerna Publik: 18 200 Domare: Gilles Veissière (Frankrike) | Arnhem, Nederländerna Publik: 18 200 Domare: Gilles Veissière (Frankrike) |
| 18:00 UTC+2 | 18:00 UTC+2  |          |                 |                | Arnhem, Nederländerna Publik: 18 200 Domare: Gilles Veissière (Frankrike) | Arnhem, Nederländerna Publik: 18 200 Domare: Gilles Veissière (Frankrike) |

|             | 17 juni 2000 | England          | 1 – 0           | Tyskland | Stade du Pays de Charleroi                                            |                                                                       |
| 20:45 UTC+2 | 20:45 UTC+2  | Alan Shearer 53′ | (0 – 0) Rapport |          | Charleroi, Belgien Publik: 27 700 Domare: Pierluigi Collina (Italien) | Charleroi, Belgien Publik: 27 700 Domare: Pierluigi Collina (Italien) |
| 20:45 UTC+2 | 20:45 UTC+2  |                  |                 |          | Charleroi, Belgien Publik: 27 700 Domare: Pierluigi Collina (Italien) | Charleroi, Belgien Publik: 27 700 Domare: Pierluigi Collina (Italien) |
| 20:45 UTC+2 | 20:45 UTC+2  |                  |                 |          | Charleroi, Belgien Publik: 27 700 Domare: Pierluigi Collina (Italien) | Charleroi, Belgien Publik: 27 700 Domare: Pierluigi Collina (Italien) |

|             | 20 juni 2000 | England                                  | 2 – 3           | Rumänien                                                             | Stade du Pays de Charleroi                                    |                                                               |
| 20:45 UTC+2 | 20:45 UTC+2  | Alan Shearer 41′ (str.) Michael Owen 45′ | (2 – 1) Rapport | 22′ Cristian Chivu 48′ Dorinel Munteanu 89′ (str.) Ioan Viorel Ganea | Charleroi, Belgien Publik: 27 000 Domare: Urs Meier (Schweiz) | Charleroi, Belgien Publik: 27 000 Domare: Urs Meier (Schweiz) |
| 20:45 UTC+2 | 20:45 UTC+2  |                                          |                 |                                                                      | Charleroi, Belgien Publik: 27 000 Domare: Urs Meier (Schweiz) | Charleroi, Belgien Publik: 27 000 Domare: Urs Meier (Schweiz) |
| 20:45 UTC+2 | 20:45 UTC+2  |                                          |                 |                                                                      | Charleroi, Belgien Publik: 27 000 Domare: Urs Meier (Schweiz) | Charleroi, Belgien Publik: 27 000 Domare: Urs Meier (Schweiz) |

|             | 20 juni 2000 | Portugal                       | 3 – 0           | Tyskland | Feijenoordstadion                                                        |                                                                          |
| 20:45 UTC+2 | 20:45 UTC+2  | Sérgio Conceição 35′, 54′, 71′ | (1 – 0) Rapport |          | Rotterdam, Nederländerna Publik: 51 504 Domare: Dick Jol (Nederländerna) | Rotterdam, Nederländerna Publik: 51 504 Domare: Dick Jol (Nederländerna) |
| 20:45 UTC+2 | 20:45 UTC+2  |                                |                 |          | Rotterdam, Nederländerna Publik: 51 504 Domare: Dick Jol (Nederländerna) | Rotterdam, Nederländerna Publik: 51 504 Domare: Dick Jol (Nederländerna) |
| 20:45 UTC+2 | 20:45 UTC+2  |                                |                 |          | Rotterdam, Nederländerna Publik: 51 504 Domare: Dick Jol (Nederländerna) | Rotterdam, Nederländerna Publik: 51 504 Domare: Dick Jol (Nederländerna) |

### Grupp B
| Nr | Lag     | S | V | O | F | GM | IM | MS | P |
| -- | ------- | - | - | - | - | -- | -- | -- | - |
| 1  | Italien | 3 | 3 | 0 | 0 | 6  | 2  | +4 | 9 |
| 2  | Turkiet | 3 | 1 | 1 | 1 | 3  | 2  | +1 | 4 |
| 3  | Belgien | 3 | 1 | 0 | 2 | 2  | 5  | −3 | 3 |
| 4  | Sverige | 3 | 0 | 1 | 2 | 2  | 4  | −2 | 1 |

|             | 10 juni 2000 | Belgien                        | 2 – 1           | Sverige           | Kung Baudouin-stadion                                          |                                                                |
| 20:45 UTC+2 | 20:45 UTC+2  | Bart Goor 43′ Émile Mpenza 46′ | (1 – 0) Rapport | 53′ Johan Mjällby | Bryssel, Belgien Publik: 46 700 Domare: Markus Merk (Tyskland) | Bryssel, Belgien Publik: 46 700 Domare: Markus Merk (Tyskland) |
| 20:45 UTC+2 | 20:45 UTC+2  |                                |                 |                   | Bryssel, Belgien Publik: 46 700 Domare: Markus Merk (Tyskland) | Bryssel, Belgien Publik: 46 700 Domare: Markus Merk (Tyskland) |
| 20:45 UTC+2 | 20:45 UTC+2  |                                |                 |                   | Bryssel, Belgien Publik: 46 700 Domare: Markus Merk (Tyskland) | Bryssel, Belgien Publik: 46 700 Domare: Markus Merk (Tyskland) |

|             | 11 juni 2000 | Turkiet        | 1 – 2           | Italien                                      | GelreDome                                                            |                                                                      |
| 14:30 UTC+2 | 14:30 UTC+2  | Okan Buruk 62′ | (0 – 0) Rapport | 52′ Antonio Conte 70′ (str.) Filippo Inzaghi | Arnhem, Nederländerna Publik: 22 500 Domare: Hugh Dallas (Skottland) | Arnhem, Nederländerna Publik: 22 500 Domare: Hugh Dallas (Skottland) |
| 14:30 UTC+2 | 14:30 UTC+2  |                |                 |                                              | Arnhem, Nederländerna Publik: 22 500 Domare: Hugh Dallas (Skottland) | Arnhem, Nederländerna Publik: 22 500 Domare: Hugh Dallas (Skottland) |
| 14:30 UTC+2 | 14:30 UTC+2  |                |                 |                                              | Arnhem, Nederländerna Publik: 22 500 Domare: Hugh Dallas (Skottland) | Arnhem, Nederländerna Publik: 22 500 Domare: Hugh Dallas (Skottland) |

|             | 14 juni 2000 | Italien                              | 2 – 0           | Belgien | Kung Baudouin-stadion                                                      |                                                                            |
| 20:45 UTC+2 | 20:45 UTC+2  | Francesco Totti 6′ Stefano Fiore 66′ | (1 – 0) Rapport |         | Bryssel, Belgien Publik: 44 500 Domare: José María García-Aranda (Spanien) | Bryssel, Belgien Publik: 44 500 Domare: José María García-Aranda (Spanien) |
| 20:45 UTC+2 | 20:45 UTC+2  |                                      |                 |         | Bryssel, Belgien Publik: 44 500 Domare: José María García-Aranda (Spanien) | Bryssel, Belgien Publik: 44 500 Domare: José María García-Aranda (Spanien) |
| 20:45 UTC+2 | 20:45 UTC+2  |                                      |                 |         | Bryssel, Belgien Publik: 44 500 Domare: José María García-Aranda (Spanien) | Bryssel, Belgien Publik: 44 500 Domare: José María García-Aranda (Spanien) |

|             | 15 juni 2000 | Sverige | 0 – 0   | Turkiet | Philips Stadion                                                          |                                                                          |
| 20:45 UTC+2 | 20:45 UTC+2  |         | Rapport |         | Eindhoven, Nederländerna Publik: 28 560 Domare: Dick Jol (Nederländerna) | Eindhoven, Nederländerna Publik: 28 560 Domare: Dick Jol (Nederländerna) |
| 20:45 UTC+2 | 20:45 UTC+2  |         |         |         | Eindhoven, Nederländerna Publik: 28 560 Domare: Dick Jol (Nederländerna) | Eindhoven, Nederländerna Publik: 28 560 Domare: Dick Jol (Nederländerna) |
| 20:45 UTC+2 | 20:45 UTC+2  |         |         |         | Eindhoven, Nederländerna Publik: 28 560 Domare: Dick Jol (Nederländerna) | Eindhoven, Nederländerna Publik: 28 560 Domare: Dick Jol (Nederländerna) |

|             | 19 juni 2000 | Turkiet                | 2 – 0           | Belgien | Kung Baudouin-stadion                                                                         |                                                                                               |
| 20:45 UTC+2 | 20:45 UTC+2  | Hakan Şükür 45+2′, 70′ | (1 – 0) Rapport |         | Bryssel, Belgien Publik: 43 000 Domare: Kim Milton Nielsen (Danmark)/Günter Benkö (Österrike) | Bryssel, Belgien Publik: 43 000 Domare: Kim Milton Nielsen (Danmark)/Günter Benkö (Österrike) |
| 20:45 UTC+2 | 20:45 UTC+2  |                        |                 |         | Bryssel, Belgien Publik: 43 000 Domare: Kim Milton Nielsen (Danmark)/Günter Benkö (Österrike) | Bryssel, Belgien Publik: 43 000 Domare: Kim Milton Nielsen (Danmark)/Günter Benkö (Österrike) |
| 20:45 UTC+2 | 20:45 UTC+2  |                        |                 |         | Bryssel, Belgien Publik: 43 000 Domare: Kim Milton Nielsen (Danmark)/Günter Benkö (Österrike) | Bryssel, Belgien Publik: 43 000 Domare: Kim Milton Nielsen (Danmark)/Günter Benkö (Österrike) |

|             | 19 juni 2000 | Italien                                      | 2 – 1           | Sverige            | Philips Stadion                                                               |                                                                               |
| 20:45 UTC+2 | 20:45 UTC+2  | Luigi Di Biagio 39′ Alessandro Del Piero 88′ | (1 – 0) Rapport | 77′ Henrik Larsson | Eindhoven, Nederländerna Publik: 29 500 Domare: Vítor Melo Pereira (Portugal) | Eindhoven, Nederländerna Publik: 29 500 Domare: Vítor Melo Pereira (Portugal) |
| 20:45 UTC+2 | 20:45 UTC+2  |                                              |                 |                    | Eindhoven, Nederländerna Publik: 29 500 Domare: Vítor Melo Pereira (Portugal) | Eindhoven, Nederländerna Publik: 29 500 Domare: Vítor Melo Pereira (Portugal) |
| 20:45 UTC+2 | 20:45 UTC+2  |                                              |                 |                    | Eindhoven, Nederländerna Publik: 29 500 Domare: Vítor Melo Pereira (Portugal) | Eindhoven, Nederländerna Publik: 29 500 Domare: Vítor Melo Pereira (Portugal) |

### Grupp C
| Nr | Lag            | S | V | O | F | GM | IM | MS | P |
| -- | -------------- | - | - | - | - | -- | -- | -- | - |
| 1  | Spanien        | 3 | 2 | 0 | 1 | 6  | 5  | +1 | 6 |
| 2  | FR Jugoslavien | 3 | 1 | 1 | 1 | 7  | 7  | 0  | 4 |
| 3  | Norge          | 3 | 1 | 1 | 1 | 1  | 1  | 0  | 4 |
| 4  | Slovenien      | 3 | 0 | 2 | 1 | 4  | 5  | −1 | 2 |

|             | 13 juni 2000 | Spanien | 0 – 1           | Norge               | Feijenoordstadion                                                           |                                                                             |
| 18:00 UTC+2 | 18:00 UTC+2  |         | (0 – 0) Rapport | 65′ Steffen Iversen | Rotterdam, Nederländerna Publik: 41 500 Domare: Gamal Al-Ghandour (Egypten) | Rotterdam, Nederländerna Publik: 41 500 Domare: Gamal Al-Ghandour (Egypten) |
| 18:00 UTC+2 | 18:00 UTC+2  |         |                 |                     | Rotterdam, Nederländerna Publik: 41 500 Domare: Gamal Al-Ghandour (Egypten) | Rotterdam, Nederländerna Publik: 41 500 Domare: Gamal Al-Ghandour (Egypten) |
| 18:00 UTC+2 | 18:00 UTC+2  |         |                 |                     | Rotterdam, Nederländerna Publik: 41 500 Domare: Gamal Al-Ghandour (Egypten) | Rotterdam, Nederländerna Publik: 41 500 Domare: Gamal Al-Ghandour (Egypten) |

|             | 13 juni 2000 | FR Jugoslavien                                | 3 – 3           | Slovenien                                | Stade du Pays de Charleroi                                              |                                                                         |
| 20:45 UTC+2 | 20:45 UTC+2  | Savo Milošević 67′, 73′ Ljubinko Drulović 70′ | (0 – 1) Rapport | 23′, 57′ Zlatko Zahovič 52′ Miran Pavlin | Charleroi, Belgien Publik: 16 478 Domare: Vítor Melo Pereira (Portugal) | Charleroi, Belgien Publik: 16 478 Domare: Vítor Melo Pereira (Portugal) |
| 20:45 UTC+2 | 20:45 UTC+2  |                                               |                 |                                          | Charleroi, Belgien Publik: 16 478 Domare: Vítor Melo Pereira (Portugal) | Charleroi, Belgien Publik: 16 478 Domare: Vítor Melo Pereira (Portugal) |
| 20:45 UTC+2 | 20:45 UTC+2  |                                               |                 |                                          | Charleroi, Belgien Publik: 16 478 Domare: Vítor Melo Pereira (Portugal) | Charleroi, Belgien Publik: 16 478 Domare: Vítor Melo Pereira (Portugal) |

|             | 18 juni 2000 | Slovenien          | 1 – 2           | Spanien                                       | Amsterdam Arena,                                                       |                                                                        |
| 18:00 UTC+2 | 18:00 UTC+2  | Zlatko Zahovič 59′ | (0 – 1) Rapport | 4′ Raúl González Blanco 60′ Joseba Etxeberría | Amsterdam, Nederländerna Publik: 42 500 Domare: Markus Merk (Tyskland) | Amsterdam, Nederländerna Publik: 42 500 Domare: Markus Merk (Tyskland) |
| 18:00 UTC+2 | 18:00 UTC+2  |                    |                 |                                               | Amsterdam, Nederländerna Publik: 42 500 Domare: Markus Merk (Tyskland) | Amsterdam, Nederländerna Publik: 42 500 Domare: Markus Merk (Tyskland) |
| 18:00 UTC+2 | 18:00 UTC+2  |                    |                 |                                               | Amsterdam, Nederländerna Publik: 42 500 Domare: Markus Merk (Tyskland) | Amsterdam, Nederländerna Publik: 42 500 Domare: Markus Merk (Tyskland) |

|             | 18 juni 2000 | Norge | 0 – 1           | FR Jugoslavien    | Stade Maurice Dufrasne                                        |                                                               |
| 20:45 UTC+2 | 20:45 UTC+2  |       | (0 – 1) Rapport | 8′ Savo Milošević | Liège, Belgien Publik: 27 250 Domare: Hugh Dallas (Skottland) | Liège, Belgien Publik: 27 250 Domare: Hugh Dallas (Skottland) |
| 20:45 UTC+2 | 20:45 UTC+2  |       |                 |                   | Liège, Belgien Publik: 27 250 Domare: Hugh Dallas (Skottland) | Liège, Belgien Publik: 27 250 Domare: Hugh Dallas (Skottland) |
| 20:45 UTC+2 | 20:45 UTC+2  |       |                 |                   | Liège, Belgien Publik: 27 250 Domare: Hugh Dallas (Skottland) | Liège, Belgien Publik: 27 250 Domare: Hugh Dallas (Skottland) |

|             | 21 juni 2000 | FR Jugoslavien                                                   | 3 – 4           | Spanien                                                                 | Jan Breydel Stadium                                                 |                                                                     |
| 18:00 UTC+2 | 18:00 UTC+2  | Savo Milošević 30′ Dejan Govedarica 50′ Slobodan Komljenović 75′ | (1 – 1) Rapport | 38′, 90+5′ Alfonso Pérez 51′ Pedro Munitis 90+4′ (str.) Gaizka Mendieta | Brygge, Belgien Publik: 24 000 Domare: Gilles Veissière (Frankrike) | Brygge, Belgien Publik: 24 000 Domare: Gilles Veissière (Frankrike) |
| 18:00 UTC+2 | 18:00 UTC+2  |                                                                  |                 |                                                                         | Brygge, Belgien Publik: 24 000 Domare: Gilles Veissière (Frankrike) | Brygge, Belgien Publik: 24 000 Domare: Gilles Veissière (Frankrike) |
| 18:00 UTC+2 | 18:00 UTC+2  |                                                                  |                 |                                                                         | Brygge, Belgien Publik: 24 000 Domare: Gilles Veissière (Frankrike) | Brygge, Belgien Publik: 24 000 Domare: Gilles Veissière (Frankrike) |

|             | 21 juni 2000 | Slovenien | 0 – 0   | Norge | GelreDome                                                          |                                                                    |
| 18:00 UTC+2 | 18:00 UTC+2  |           | Rapport |       | Arnhem, Nederländerna Publik: 22 500 Domare: Graham Poll (England) | Arnhem, Nederländerna Publik: 22 500 Domare: Graham Poll (England) |
| 18:00 UTC+2 | 18:00 UTC+2  |           |         |       | Arnhem, Nederländerna Publik: 22 500 Domare: Graham Poll (England) | Arnhem, Nederländerna Publik: 22 500 Domare: Graham Poll (England) |
| 18:00 UTC+2 | 18:00 UTC+2  |           |         |       | Arnhem, Nederländerna Publik: 22 500 Domare: Graham Poll (England) | Arnhem, Nederländerna Publik: 22 500 Domare: Graham Poll (England) |

### Grupp D
| Nr | Lag           | S | V | O | F | GM | IM | MS | P |
| -- | ------------- | - | - | - | - | -- | -- | -- | - |
| 1  | Nederländerna | 3 | 3 | 0 | 0 | 7  | 2  | +5 | 9 |
| 2  | Frankrike     | 3 | 2 | 0 | 1 | 7  | 4  | +3 | 6 |
| 3  | Tjeckien      | 3 | 1 | 0 | 2 | 3  | 3  | 0  | 3 |
| 4  | Danmark       | 3 | 0 | 0 | 3 | 0  | 8  | −8 | 0 |

|             | 11 juni 2000 | Frankrike                                                 | 3 – 0           | Danmark | Jan Breydelstadion                                              |                                                                 |
| 18:00 UTC+2 | 18:00 UTC+2  | Laurent Blanc 16′ Thierry Henry 64′ Sylvain Wiltord 90+2′ | (1 – 0) Rapport |         | Brygge, Belgien Publik: 28 100 Domare: Günter Benkö (Österrike) | Brygge, Belgien Publik: 28 100 Domare: Günter Benkö (Österrike) |
| 18:00 UTC+2 | 18:00 UTC+2  |                                                           |                 |         | Brygge, Belgien Publik: 28 100 Domare: Günter Benkö (Österrike) | Brygge, Belgien Publik: 28 100 Domare: Günter Benkö (Österrike) |
| 18:00 UTC+2 | 18:00 UTC+2  |                                                           |                 |         | Brygge, Belgien Publik: 28 100 Domare: Günter Benkö (Österrike) | Brygge, Belgien Publik: 28 100 Domare: Günter Benkö (Österrike) |

|             | 11 juni 2000 | Nederländerna            | 1 – 0           | Tjeckien | Amsterdam Arena                                                             |                                                                             |
| 20:45 UTC+2 | 20:45 UTC+2  | Frank de Boer 89′ (str.) | (0 – 0) Rapport |          | Amsterdam, Nederländerna Publik: 50 833 Domare: Pierluigi Collina (Italien) | Amsterdam, Nederländerna Publik: 50 833 Domare: Pierluigi Collina (Italien) |
| 20:45 UTC+2 | 20:45 UTC+2  |                          |                 |          | Amsterdam, Nederländerna Publik: 50 833 Domare: Pierluigi Collina (Italien) | Amsterdam, Nederländerna Publik: 50 833 Domare: Pierluigi Collina (Italien) |
| 20:45 UTC+2 | 20:45 UTC+2  |                          |                 |          | Amsterdam, Nederländerna Publik: 50 833 Domare: Pierluigi Collina (Italien) | Amsterdam, Nederländerna Publik: 50 833 Domare: Pierluigi Collina (Italien) |

|             | 16 juni 2000 | Tjeckien                  | 1 – 2           | Frankrike                            | Jan Breydelstadion                                           |                                                              |
| 18:00 UTC+2 | 18:00 UTC+2  | Karel Poborský 35′ (str.) | (1 – 1) Rapport | 7′ Thierry Henry 60′ Youri Djorkaeff | Brygge, Belgien Publik: 28 100 Domare: Graham Poll (England) | Brygge, Belgien Publik: 28 100 Domare: Graham Poll (England) |
| 18:00 UTC+2 | 18:00 UTC+2  |                           |                 |                                      | Brygge, Belgien Publik: 28 100 Domare: Graham Poll (England) | Brygge, Belgien Publik: 28 100 Domare: Graham Poll (England) |
| 18:00 UTC+2 | 18:00 UTC+2  |                           |                 |                                      | Brygge, Belgien Publik: 28 100 Domare: Graham Poll (England) | Brygge, Belgien Publik: 28 100 Domare: Graham Poll (England) |

|             | 16 juni 2000 | Danmark | 0 – 3           | Nederländerna                                                | Feijenoord Stadion                                                  |                                                                     |
| 20:45 UTC+2 | 20:45 UTC+2  |         | (0 – 0) Rapport | 57′ Patrick Kluivert 66′ Ronald de Boer 77′ Boudewijn Zenden | Rotterdam, Nederländerna Publik: 51 117 Domare: Urs Meier (Schweiz) | Rotterdam, Nederländerna Publik: 51 117 Domare: Urs Meier (Schweiz) |
| 20:45 UTC+2 | 20:45 UTC+2  |         |                 |                                                              | Rotterdam, Nederländerna Publik: 51 117 Domare: Urs Meier (Schweiz) | Rotterdam, Nederländerna Publik: 51 117 Domare: Urs Meier (Schweiz) |
| 20:45 UTC+2 | 20:45 UTC+2  |         |                 |                                                              | Rotterdam, Nederländerna Publik: 51 117 Domare: Urs Meier (Schweiz) | Rotterdam, Nederländerna Publik: 51 117 Domare: Urs Meier (Schweiz) |

|             | 21 juni 2000 | Danmark | 0 – 2           | Tjeckien                 | Stade Maurice Dufrasne                                            |                                                                   |
| 20:45 UTC+2 | 20:45 UTC+2  |         | (0 – 2) Rapport | 64′, 67′ Vladimír Šmicer | Liège, Belgien Publik: 18 000 Domare: Gamal Al-Ghandour (Egypten) | Liège, Belgien Publik: 18 000 Domare: Gamal Al-Ghandour (Egypten) |
| 20:45 UTC+2 | 20:45 UTC+2  |         |                 |                          | Liège, Belgien Publik: 18 000 Domare: Gamal Al-Ghandour (Egypten) | Liège, Belgien Publik: 18 000 Domare: Gamal Al-Ghandour (Egypten) |
| 20:45 UTC+2 | 20:45 UTC+2  |         |                 |                          | Liège, Belgien Publik: 18 000 Domare: Gamal Al-Ghandour (Egypten) | Liège, Belgien Publik: 18 000 Domare: Gamal Al-Ghandour (Egypten) |

|             | 21 juni 2000 | Frankrike                                 | 2 – 3           | Nederländerna                                               | Amsterdam Arena                                                        |                                                                        |
| 20:45 UTC+2 | 20:45 UTC+2  | Christophe Dugarry 8′ David Trezeguet 31′ | (2 – 1) Rapport | 14′ Patrick Kluivert 51′ Frank de Boer 59′ Boudewijn Zenden | Amsterdam, Nederländerna Publik: 51 000 Domare: Anders Frisk (Sverige) | Amsterdam, Nederländerna Publik: 51 000 Domare: Anders Frisk (Sverige) |
| 20:45 UTC+2 | 20:45 UTC+2  |                                           |                 |                                                             | Amsterdam, Nederländerna Publik: 51 000 Domare: Anders Frisk (Sverige) | Amsterdam, Nederländerna Publik: 51 000 Domare: Anders Frisk (Sverige) |
| 20:45 UTC+2 | 20:45 UTC+2  |                                           |                 |                                                             | Amsterdam, Nederländerna Publik: 51 000 Domare: Anders Frisk (Sverige) | Amsterdam, Nederländerna Publik: 51 000 Domare: Anders Frisk (Sverige) |

## Slutspel

### Slutspelsträd
|  | Kvartsfinaler  | Kvartsfinaler |                |       | Semifinaler | Semifinaler |  |  | Final | Final |
|  |                |               |                |       |             |             |  |  |       |       |
|  |                |               |                |       |             |             |  |  |       |       |
|  |                |               |                |       |             |             |  |  |       |       |
|  | Spanien        | 1             |                |       |             |             |  |  |       |       |
|  | Spanien        | 1             |                |       |             |             |  |  |       |       |
|  | Frankrike      | 2             |                |       |             |             |  |  |       |       |
|  | Frankrike      | 2             | Frankrike (GG) | 2     |             |             |  |  |       |       |
|  |                |               | Frankrike (GG) | 2     |             |             |  |  |       |       |
|  |                | Portugal      | 1              |       |             |             |  |  |       |       |
|  | Turkiet        | Portugal      | 1              | 0     |             |             |  |  |       |       |
|  | Turkiet        |               |                | 0     |             |             |  |  |       |       |
|  | Portugal       | 2             |                |       |             |             |  |  |       |       |
|  | Portugal       | 2             | Frankrike (GG) | 2     |             |             |  |  |       |       |
|  |                |               | Frankrike (GG) | 2     |             |             |  |  |       |       |
|  |                | Italien       | 1              |       |             |             |  |  |       |       |
|  | Italien        | Italien       | 1              | 2     |             |             |  |  |       |       |
|  | Italien        |               |                | 2     |             |             |  |  |       |       |
|  | Rumänien       | 0             |                |       |             |             |  |  |       |       |
|  | Rumänien       | 0             | Italien (str.) | 0 (3) |             |             |  |  |       |       |
|  |                |               | Italien (str.) | 0 (3) |             |             |  |  |       |       |
|  |                | Nederländerna | 0 (1)          |       |             |             |  |  |       |       |
|  | Nederländerna  | Nederländerna | 0 (1)          | 6     |             |             |  |  |       |       |
|  | Nederländerna  |               |                | 6     |             |             |  |  |       |       |
|  | FR Jugoslavien | 1             |                |       |             |             |  |  |       |       |
|  | FR Jugoslavien | 1             |                |       |             |             |  |  |       |       |

### Kvartsfinaler
|             | 24 juni 2000 | Turkiet | 0 – 2           | Portugal            | Amsterdam Arena                                                          |                                                                          |
| 18:00 UTC+2 | 18:00 UTC+2  |         | (0 – 1) Rapport | 44′, 56′ Nuno Gomes | Amsterdam, Nederländerna Publik: 42 000 Domare: Dick Jol (Nederländerna) | Amsterdam, Nederländerna Publik: 42 000 Domare: Dick Jol (Nederländerna) |
| 18:00 UTC+2 | 18:00 UTC+2  |         |                 |                     | Amsterdam, Nederländerna Publik: 42 000 Domare: Dick Jol (Nederländerna) | Amsterdam, Nederländerna Publik: 42 000 Domare: Dick Jol (Nederländerna) |
| 18:00 UTC+2 | 18:00 UTC+2  |         |                 |                     | Amsterdam, Nederländerna Publik: 42 000 Domare: Dick Jol (Nederländerna) | Amsterdam, Nederländerna Publik: 42 000 Domare: Dick Jol (Nederländerna) |

|             | 24 juni 2000 | Italien                                 | 2 – 0           | Rumänien | Kung Baudouin-stadion                                                 |                                                                       |
| 20:45 UTC+2 | 20:45 UTC+2  | Francesco Totti 33′ Filippo Inzaghi 43′ | (2 – 0) Rapport |          | Bryssel, Belgien Publik: 40 000 Domare: Vítor Melo Pereira (Portugal) | Bryssel, Belgien Publik: 40 000 Domare: Vítor Melo Pereira (Portugal) |
| 20:45 UTC+2 | 20:45 UTC+2  |                                         |                 |          | Bryssel, Belgien Publik: 40 000 Domare: Vítor Melo Pereira (Portugal) | Bryssel, Belgien Publik: 40 000 Domare: Vítor Melo Pereira (Portugal) |
| 20:45 UTC+2 | 20:45 UTC+2  |                                         |                 |          | Bryssel, Belgien Publik: 40 000 Domare: Vítor Melo Pereira (Portugal) | Bryssel, Belgien Publik: 40 000 Domare: Vítor Melo Pereira (Portugal) |

|             | 25 juni 2000 | Nederländerna                                                                       | 6 – 1           | FR Jugoslavien       | Feijenoordstadion                                                                  |                                                                                    |
| 18:00 UTC+2 | 18:00 UTC+2  | Patrick Kluivert 24′, 38′, 54′ Dejan Govedarica 51′ (sjm.) Marc Overmars 78′, 90+1′ | (2 – 0) Rapport | 90+2′ Savo Milošević | Rotterdam, Nederländerna Publik: 47 700 Domare: José María García-Aranda (Spanien) | Rotterdam, Nederländerna Publik: 47 700 Domare: José María García-Aranda (Spanien) |
| 18:00 UTC+2 | 18:00 UTC+2  |                                                                                     |                 |                      | Rotterdam, Nederländerna Publik: 47 700 Domare: José María García-Aranda (Spanien) | Rotterdam, Nederländerna Publik: 47 700 Domare: José María García-Aranda (Spanien) |
| 18:00 UTC+2 | 18:00 UTC+2  |                                                                                     |                 |                      | Rotterdam, Nederländerna Publik: 47 700 Domare: José María García-Aranda (Spanien) | Rotterdam, Nederländerna Publik: 47 700 Domare: José María García-Aranda (Spanien) |

|             | 25 juni 2000 | Spanien                    | 1 – 2           | Frankrike                               | Jan Breydelstadion                                                 |                                                                    |
| 20:45 UTC+2 | 20:45 UTC+2  | Gaizka Mendieta 38′ (str.) | (1 – 2) Rapport | 32′ Zinedine Zidane 44′ Youri Djorkaeff | Brygge, Belgien Publik: 30 000 Domare: Pierluigi Collina (Italien) | Brygge, Belgien Publik: 30 000 Domare: Pierluigi Collina (Italien) |
| 20:45 UTC+2 | 20:45 UTC+2  |                            |                 |                                         | Brygge, Belgien Publik: 30 000 Domare: Pierluigi Collina (Italien) | Brygge, Belgien Publik: 30 000 Domare: Pierluigi Collina (Italien) |
| 20:45 UTC+2 | 20:45 UTC+2  |                            |                 |                                         | Brygge, Belgien Publik: 30 000 Domare: Pierluigi Collina (Italien) | Brygge, Belgien Publik: 30 000 Domare: Pierluigi Collina (Italien) |

### Semifinaler
|             | 28 juni 2000 | Frankrike                                     | 0000 2 – 1 (GG) | Portugal       | Kung Baudouin-stadion                                            |                                                                  |
| 20:45 UTC+2 | 20:45 UTC+2  | Thierry Henry 51′ Zinedine Zidane 117′ (str.) | (0 – 1) Rapport | 19′ Nuno Gomes | Bryssel, Belgien Publik: 50 000 Domare: Günter Benkö (Österrike) | Bryssel, Belgien Publik: 50 000 Domare: Günter Benkö (Österrike) |
| 20:45 UTC+2 | 20:45 UTC+2  |                                               |                 |                | Bryssel, Belgien Publik: 50 000 Domare: Günter Benkö (Österrike) | Bryssel, Belgien Publik: 50 000 Domare: Günter Benkö (Österrike) |
| 20:45 UTC+2 | 20:45 UTC+2  |                                               |                 |                | Bryssel, Belgien Publik: 50 000 Domare: Günter Benkö (Österrike) | Bryssel, Belgien Publik: 50 000 Domare: Günter Benkö (Österrike) |

|             | 29 juni 2000 | Italien                                                         | 0000 0 – 0 (e.fl.)   | Nederländerna                                         | Amsterdam Arena                                                        |                                                                        |
| 18:00 UTC+2 | 18:00 UTC+2  |                                                                 | Rapport              |                                                       | Amsterdam, Nederländerna Publik: 51 300 Domare: Markus Merk (Tyskland) | Amsterdam, Nederländerna Publik: 51 300 Domare: Markus Merk (Tyskland) |
| 18:00 UTC+2 | 18:00 UTC+2  |                                                                 |                      |                                                       | Amsterdam, Nederländerna Publik: 51 300 Domare: Markus Merk (Tyskland) | Amsterdam, Nederländerna Publik: 51 300 Domare: Markus Merk (Tyskland) |
| 18:00 UTC+2 | 18:00 UTC+2  | Luigi Di Biagio Gianluca Pessotto Francesco Totti Paolo Maldini | Straffsparksläggning | Frank de Boer Jaap Stam Patrick Kluivert Paul Bosvelt | Amsterdam, Nederländerna Publik: 51 300 Domare: Markus Merk (Tyskland) | Amsterdam, Nederländerna Publik: 51 300 Domare: Markus Merk (Tyskland) |

### Final
|             | 1 juli 2000 | Frankrike                                  | 0000 2 – 1 (GG) | Italien              | Feijenoordstadion                                                      |                                                                        |
| 20:00 UTC+2 | 20:00 UTC+2 | Sylvain Wiltord 90+3′ David Trezeguet 103′ | (0 – 1) Rapport | 55′ Marco Delvecchio | Rotterdam, Nederländerna Publik: 48 200 Domare: Anders Frisk (Sverige) | Rotterdam, Nederländerna Publik: 48 200 Domare: Anders Frisk (Sverige) |
| 20:00 UTC+2 | 20:00 UTC+2 |                                            |                 |                      | Rotterdam, Nederländerna Publik: 48 200 Domare: Anders Frisk (Sverige) | Rotterdam, Nederländerna Publik: 48 200 Domare: Anders Frisk (Sverige) |
| 20:00 UTC+2 | 20:00 UTC+2 |                                            |                 |                      | Rotterdam, Nederländerna Publik: 48 200 Domare: Anders Frisk (Sverige) | Rotterdam, Nederländerna Publik: 48 200 Domare: Anders Frisk (Sverige) |

## Skytteliga
5 mål
- Patrick Kluivert
- Savo Milošević

4 mål
- Nuno Gomes

3 mål
- Sérgio Conceição
- Thierry Henry
- Zlatko Zahovič

## Mästarlaget
| Frankrike                     | Frankrike          | Frankrike            |
| Nummer                        | Spelare            | Klubb 2000           |
| Målvakter                     | Målvakter          | Målvakter            |
| ----------------------------- | ------------------ | -------------------- |
| 1                             | Bernard Lama       | Paris Saint-Germain  |
| 16                            | Fabien Barthez     | AS Monaco            |
| 22                            | Ulrich Ramé        | Bordeaux             |
| Backar                        |                    |                      |
| 2                             | Vincent Candela    | AS Roma              |
| 3                             | Bixente Lizarazu   | FC Bayern München    |
| 5                             | Laurent Blanc      | Inter                |
| 8                             | Marcel Desailly    | Chelsea FC           |
| 15                            | Lilian Thuram      | Parma AC             |
| 18                            | Frank Leboeuf      | Chelsea FC           |
| Mittfältare                   |                    |                      |
| 4                             | Patrick Vieira     | Arsenal FC           |
| 6                             | Youri Djorkaeff    | 1. FC Kaiserslautern |
| 7                             | Didier Deschamps   | Chelsea FC           |
| 10                            | Zinedine Zidane    | Juventus             |
| 11                            | Robert Pires       | Marseille            |
| 14                            | Johan Micoud       | Bordeaux             |
| 17                            | Emmanuel Petit     | Arsenal FC           |
| 19                            | Christian Karembeu | Real Madrid          |
| Forwards                      |                    |                      |
| 9                             | Nicolas Anelka     | Real Madrid          |
| 12                            | Thierry Henry      | Arsenal FC           |
| 13                            | Sylvain Wiltord    | Bordeaux             |
| 20                            | David Trezeguet    | AS Monaco            |
| 21                            | Christophe Dugarry | Bordeaux             |
| Förbundskapten: Roger Lemèrre |                    |                      |

### Fotnoter
1. ↑  Kloss, Martina (2020). ”EM 2000 in Belgien und Niederlande”. Fußball EM Geschichte. Neobooks. sid. 26−27
2. ↑  Niclas Lindstrand (20 juni 2000). ”Fotbolls-EM: Deporterade huliganer ska stoppas. Blair bad om ursäkt. England kan få möta Italien på "Heyselstadion"”. Dagens nyheter. Arkiverad från originalet den 10 mars 2016. https://web.archive.org/web/20160310060046/http://www.dn.se/arkiv/sport/fotbollsem-deporterade-huliganer-ska-stoppas-blair-bad-om-ursakt-england. Läst 6 november 2015.